# Kepler-174 d
 (février 2016).
Si vous disposez d'ouvrages ou d'articles de référence ou si vous connaissez des sites web de qualité traitant du thème abordé ici, merci de compléter l'article en donnant les références utiles à sa vérifiabilité et en les liant à la section « Notes et références ».
Kepler-174 d est une exoplanète située sur le bord extérieur de la zone habitable. Elle est découverte en février 2014 par la mission Kepler. Son étoile Kepler-174 (en) est à la distance de ∼ 1 268 a.l. (∼ 389 pc).
Sa masse et sa composition ne sont pas connues, mais elle contient probablement de l'eau en raison de son rayon de 2,19 terres. Sa période orbitale est environ 247 jours avec un demi-grand axe de 0,651 UA. Elle tourne autour d'une étoile plus petite et plus froide que le Soleil, une naine rouge. Comme elle est relativement loin de cette petite étoile, elle tourne probablement et librement, dispersant uniformément la chaleur sur la plus grande partie de sa surface, la rendant ainsi habitable au moins sur cette partie.